# North Doodle Lake
Der North Doodle Lake ist ein dreieckiger, 1,8 Hektar großer und permanent zugefrorener See im ostantarktischen Mac-Robertson-Land. In den Framnes Mountains liegt er 400 m nördlich des Rumdoodle Lake und 800 m nordnordwestlich des Rumdoodle Peak in der North Masson Range.
Das Antarctic Names Committee of Australia benannte ihn in Anlehnung an die Benennung der benachbarten geografischen Objekte und der relativen geografischen Lage zu ihnen. Deren Namensgeber ist der Roman Die Besteigung des Rum Doodle des britischen Schriftstellers William Ernest Bowman aus dem Jahr 1956, der zu den meistgelesenen Werken auf der Mawson-Station gehört.